# Сомали на летних Олимпийских играх 2012
Сомали на летних Олимпийских играх 2012 был представлен  в легкой атлетике.

## Результаты соревнований

### Лёгкая атлетика
Спортсменов — 2
Мужчины
| Дисциплина | Спортсмен              | Предварительный раунд | Предварительный раунд | Четвертьфиналы       | Четвертьфиналы       | Полуфиналы           | Полуфиналы           | Финал                | Финал                |
| Дисциплина | Спортсмен              | Результат             | Место                 | Результат            | Место                | Результат            | Место                | Результат            | Место                |
| ---------- | ---------------------- | --------------------- | --------------------- | -------------------- | -------------------- | -------------------- | -------------------- | -------------------- | -------------------- |
| 1500 м     | Мохамед Хассан Мохамед | 3:46.16               | 13                    | Закончил выступление | Закончил выступление | Закончил выступление | Закончил выступление | Закончил выступление | Закончил выступление |

Женщины
| Дисциплина | Спортсмен           | Предварительный раунд | Предварительный раунд | Четвертьфиналы        | Четвертьфиналы        | Полуфиналы            | Полуфиналы            | Финал                 | Финал                 |
| Дисциплина | Спортсмен           | Результат             | Место                 | Результат             | Место                 | Результат             | Место                 | Результат             | Место                 |
| ---------- | ------------------- | --------------------- | --------------------- | --------------------- | --------------------- | --------------------- | --------------------- | --------------------- | --------------------- |
| 400 м      | Замзам Мохамед Фара | 1:20.48               | 8                     | Закончила выступление | Закончила выступление | Закончила выступление | Закончила выступление | Закончила выступление | Закончила выступление |